# Rue de l'Avenir (Exposition universelle de 1900)
Pour les articles homonymes, voir Rue de l'Avenir.

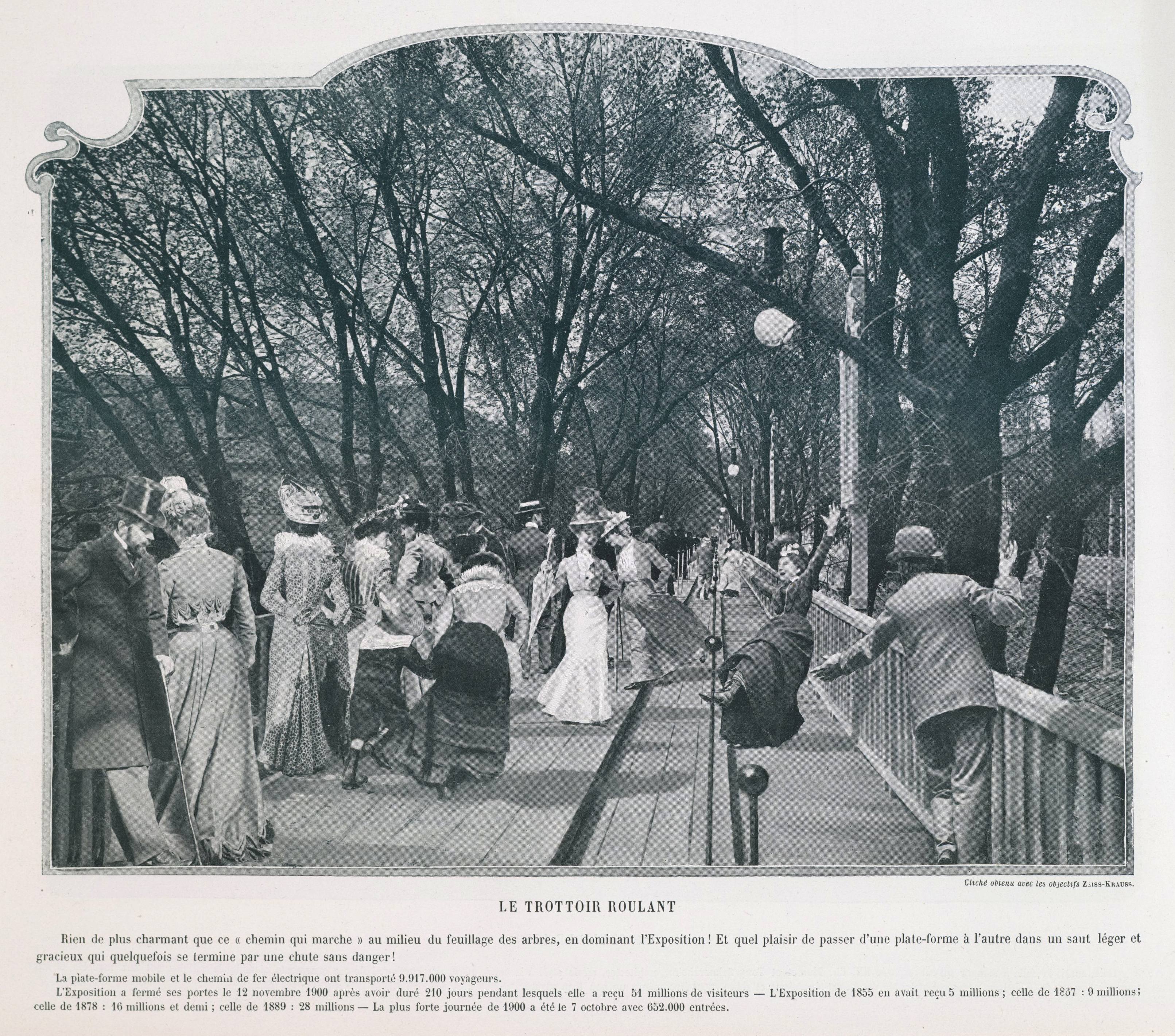
Tirage photographique du trottoir.

La « rue de l'Avenir » est un trottoir roulant installé à Paris lors de l'Exposition universelle de 1900. Il s'agit d'un circuit fermé formant une boucle de 3,5 km. Il a été conçu par les ingénieurs américains Schmidt et Silsbee, inventeurs du trottoir roulant lors de l'Exposition universelle de 1893 à Chicago.

## Histoire

### Contexte
En 1880, le Français Dalifol dépose un brevet concernant un système de locomotion comportant deux plates-formes : une fixe pour la montée et la descente, une mobile composée de panneaux courts (pour faciliter l'inscription en courbe). Ces panneaux étaient munis de roues garnies de caoutchouc guidées par des rails. Ce procédé n'a pas de postérité en raison de la mort de Dalifol. Puis, en 1886, le Français Blot fait breveter un système similaire consistant en une plate-forme sans fin entraînée par la friction de galets tournant sur eux-mêmes.
En 1889, Eugène Hénard propose un « plancher continu soutenu par des wagons » mais qui nécessite 15 secondes d'arrêt toutes les minutes pour permettre aux voyageurs de monter. Joseph Lyman Silsbee et Max E. Schmidt reprennent cette idée pour l'Exposition universelle de 1893 en faisant en sorte que la différence de vitesse entre la plate-forme mobile et la plate-forme fixe n'excède pas 5 km/h, la vitesse de marche moyenne d'un être humain. Pour cela, ils utilisent le train à gradins, breveté par Wilhelm et Rettig en 1888. Ce trottoir connaît le succès et la Grande exposition industrielle de Berlin de 1896 le réutilise. Pour l'Exposition universelle de 1900, Hénard propose à nouveau son projet, mais c'est celui de Blot, Guyenet et de Mocomble qui est retenu.

### Exposition universelle de1900

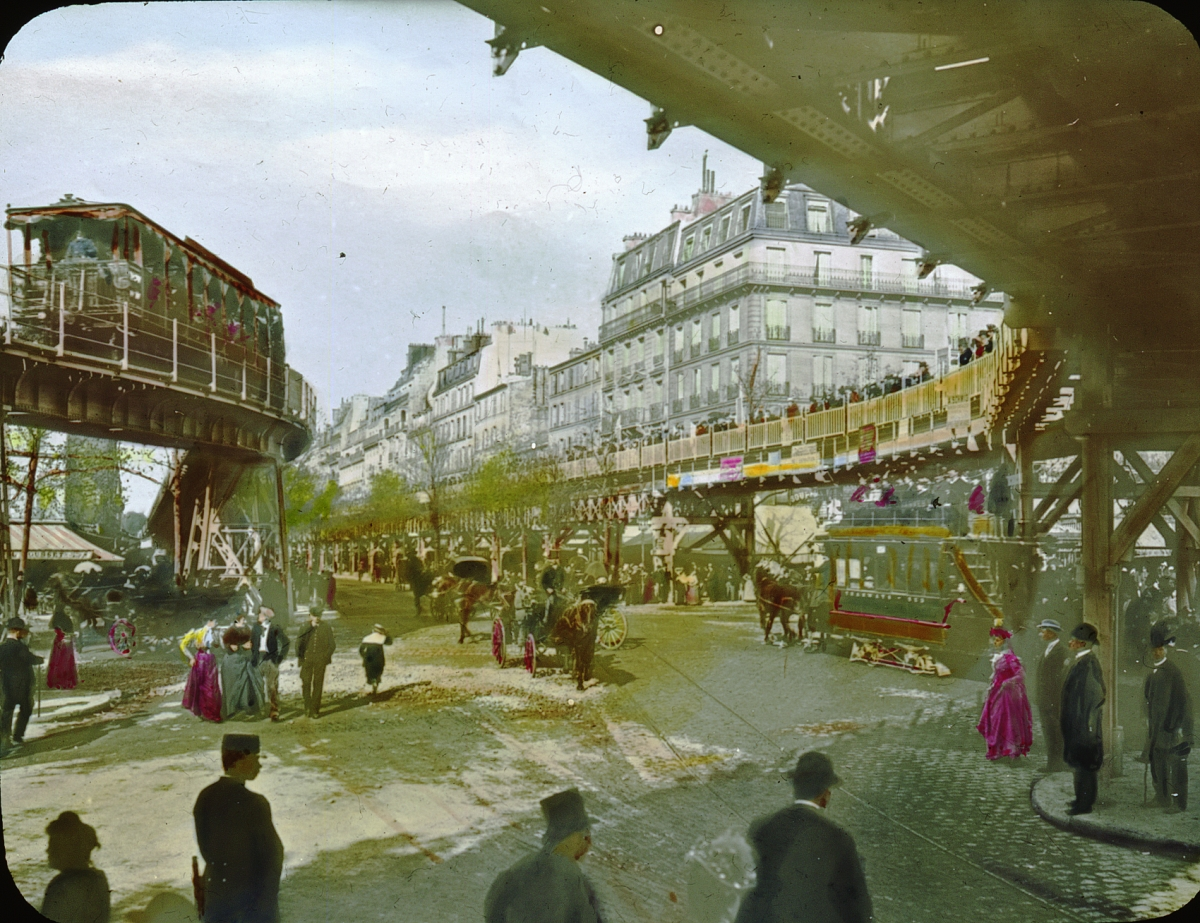
Vue de la place de l'École-Militaire avec le train (à gauche) et le trottoir (à droite).

Le trottoir roulant, baptisé « rue de l'Avenir », a été mis au point et construit par la Compagnie des Transports électriques, sous la direction de l'ingénieur des Ponts et Chaussées Henri Maréchal. Cette compagnie a été formée par la Banque internationale de Paris, qui a également financé le projet à hauteur de 4 millions de francs. En plus de la plateforme roulante, un train électrique effectue le même trajet en sens inverse. Le prix du passage est de 50 centimes pour la plateforme et 25 centimes pour le train.
Des guides ont été édités pour les visiteurs. La Compagnie des Transports électriques s'est occupée de l'alimentation électrique de la plateforme et du train, au travers de 172 moteurs alimentés par la station d'Issy-les-Moulineaux. La plateforme est empruntée par 7 millions de visiteurs durant la durée de l'Exposition.

### Postérité
Georges Méliès tourna trois films sur le trottoir en marche, un à l'avant du train en marche et deux plans fixes montrant la plateforme mobile, qui font partie des Vues spéciales de l'Exposition de 1900 (en). Les plans fixes ont pour titres Les Visiteurs sur le trottoir roulant et Panorama pris du trottoir roulant Champ de Mars. La plateforme a été sujette à de nombreuses caricatures à l'époque.
L'idée d'un trottoir roulant reliant l'église de la Madeleine à la place de la Bastille fut envisagée dans les années 1920 pour désengorger les boulevards parisiens.
On peut voir le trottoir roulant en mouvement dans la compilation de vues des frères Lumière de Thierry Frémaux, Lumière, l'aventure continue.

## Parcours

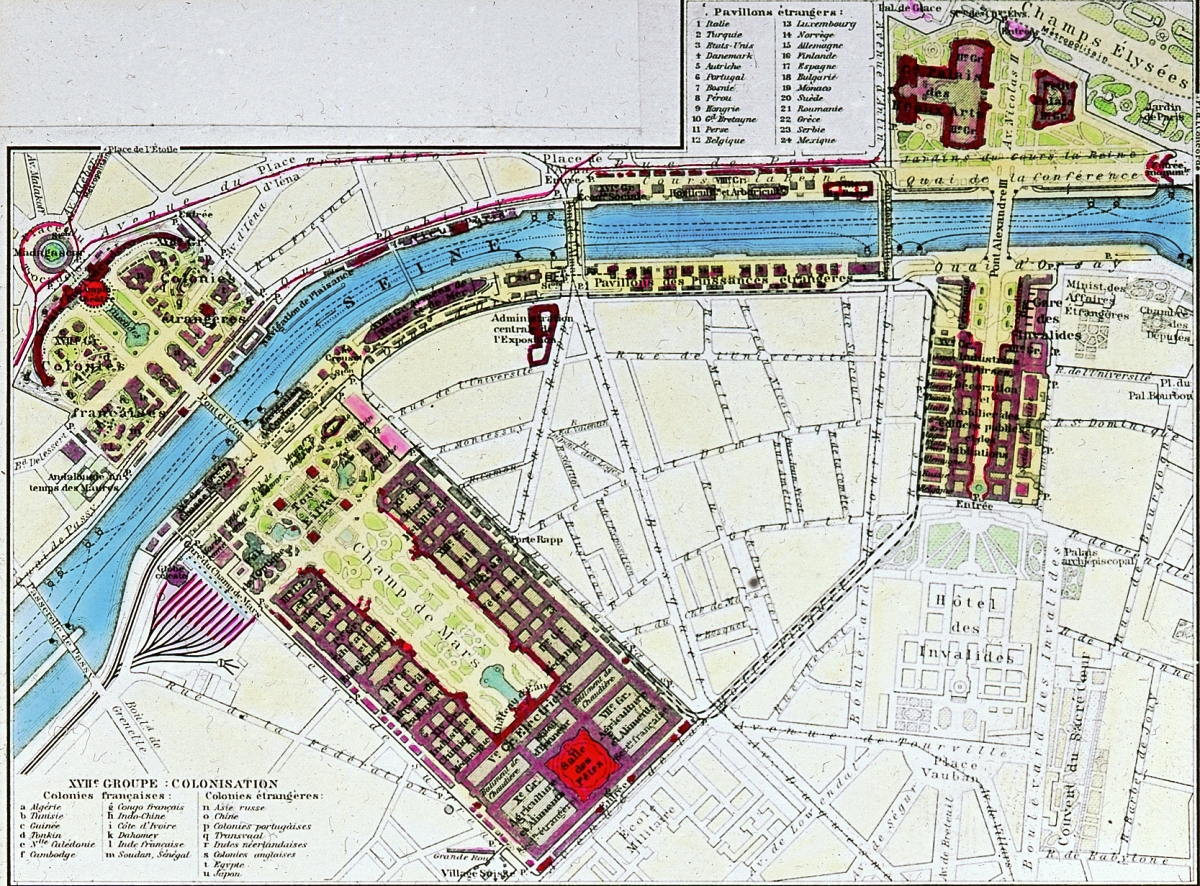
Plan de l'Exposition universelle de 1900, avec le parcours de la « rue de l'Avenir ».

Le trottoir roulant formait une boucle en forme de quadrilatère de 3 370 m dans le sens inverse des aiguilles d'une montre. Le tracé a été imposé par l'administration de l'Exposition. Il comportait neuf stations : l'esplanade des Invalides (Rue Saint-Dominique et Invalides-Université), le quai d'Orsay (Pont des Invalides, Pavillons des nations étrangères, Pont de l'Alma, et Palais des Armées de terre et de mer), et le Champ-de-Mars (Porte du Champ-de-mars, Porte Rapp, Salle des Fêtes).
Le train de type Decauville se déplaçait dans le sens des aiguilles d'une montre sur un parcours de 3 286 m. La ligne comportait cinq stations : l'esplanade des Invalides, le Palais de l'Électricité et Château d'eau, le Champ-de-Mars, le Palais des Armées de terre et de mer et les Pavillons des nations étrangères. Le parcours du chemin de fer a été pensé de manière à éviter les franchissements à niveau, malgré la contrainte des stations au niveau du sol.

## Description

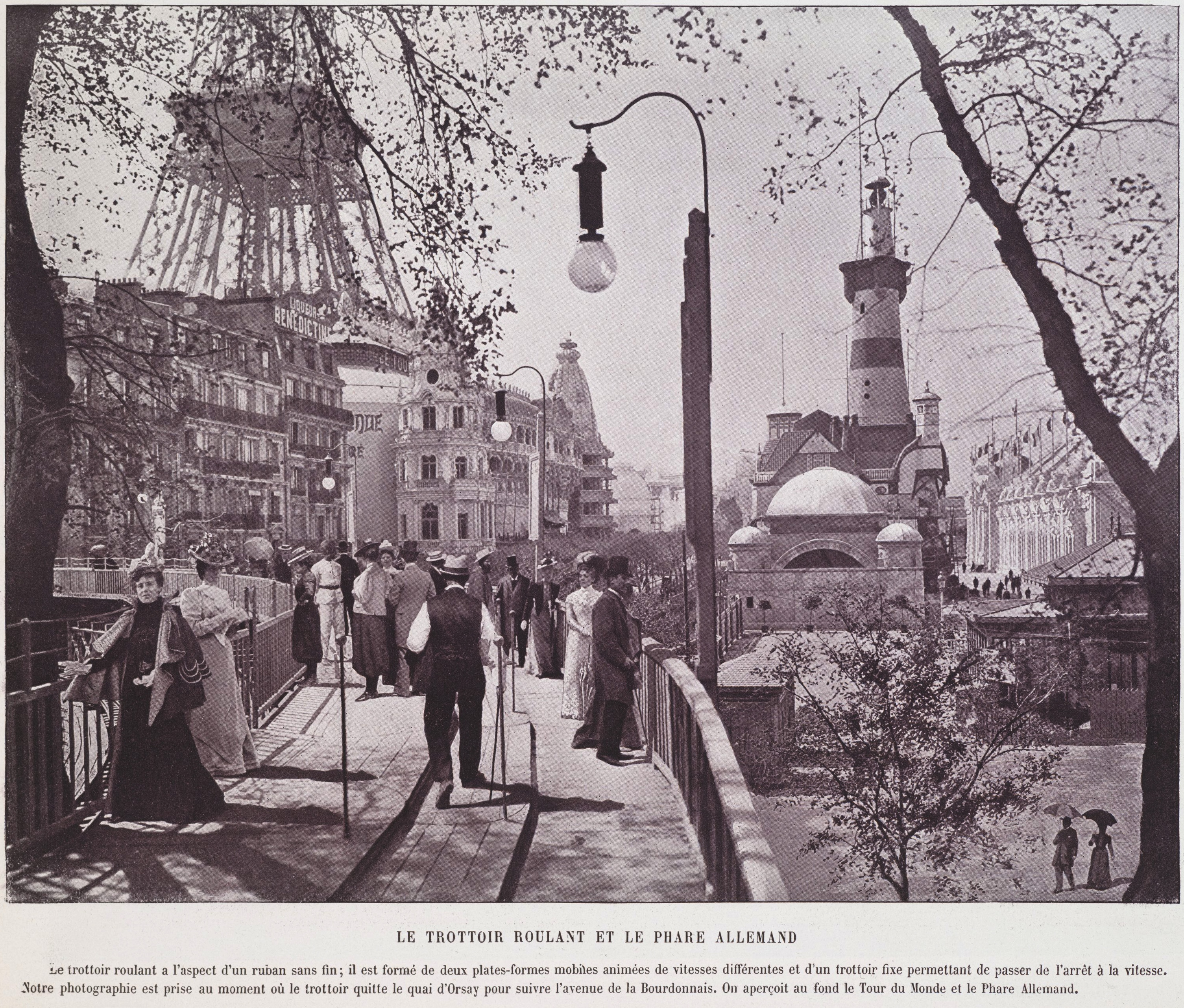
Le trottoir roulant par Neurdein et Marcel Baschet.

La rue de l'Avenir était constituée de trois plateformes. La première est immobile et sert de marchepied aux usagers afin de monter sur la seconde plateforme, qui se déplace à 4 km/h. La dernière plateforme se déplace à 8 km/h. Sur toute la longueur du parcours sont disposés à intervalles réguliers des potelets métalliques servant de main-montoire, pour permettre aux voyageurs de circuler entre les plateformes sans tomber. L'ensemble se situe à 7 m de hauteur, de sorte qu'elle se trouve  au niveau du premier étage des palais. Les stations sont à la même hauteur et sont accessibles par des escaliers ou des rampes mobiles. Le tour du circuit prend 26 minutes.
Le trottoir fixe mesure 1,10 m de large, la plateforme mobile à faible vitesse est large de 80 cm, et celle dont la vitesse est plus élevée est large de 2 m. L'ensemble peut supporter 13 400 personnes simultanément.
La voie ferrée est à l'écartement d'un mètre. Le matériel ferroviaire est composé de dix voitures automotrices (10 places assises et 31 debout) et dix-huit remorques (30 places assises et autant debout). Chaque train est composé d'une automotrice et de deux remorques. 

### Mécanisme

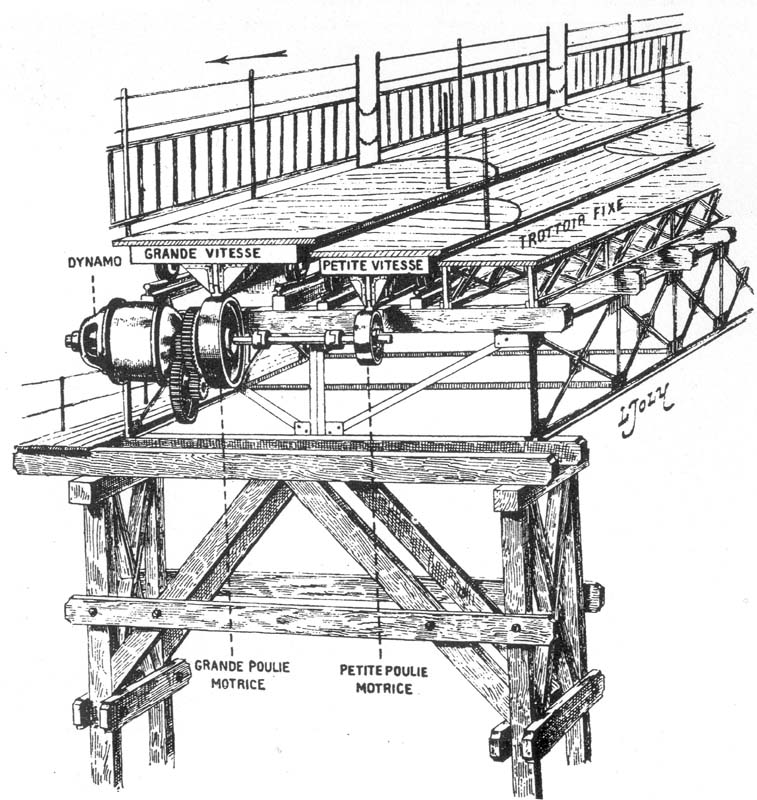
Schéma du mécanisme du trottoir roulant.

L'originalité du système de trottoirs mobiles, adopté pour l'Exposition de 1900, réside dans le fait que les organes de propulsion sont absolument distincts des organes de soutien et de roulement. La propulsion est assurée pour chaque trottoir par un galet agissant par friction sur une poutre fixée suivant la ligne médiane des plate-formes et celles-ci sont, de deux en deux, munies de deux paires de roues portées et guidées par des rails latéraux établis sous les planchers.
Les galets à friction sont montés sur un même arbre actionné par un moteur électrique fixe. Le bâti, qui porte les moteurs, les galets et les rouages intermédiaires, est suspendu à un axe horizontal fixe supérieur[pas clair] ; il repose d'autre part à sa partie inférieure sur le milieu d'un ressort à lames (analogue à celui d'une voiture) dont les extrémités sont reliées par des tirants ou tiges filetées à l'ossature fixe de la plate-forme. On peut donc, à l'aide des écrous dont sont munis ces tirants, régler la hauteur des points d'attache et par conséquent la pression exercée par les galets de friction sur la semelle de la poutre axiale. La ligne comporte environ 150 moteurs. Le galet destiné à actionner la plate-forme à grande vitesse a un diamètre deux fois plus grand que le galet qui actionne la plate-forme à petite vitesse.
L'électricité nécessaire à l'alimentation des moteurs est fournie par l'usine des Moulineaux, de la Compagnie de l'Ouest ; le courant fourni est transformé en courant continu plus avantageux en raison de la facilité de démarrage qu'il procure et de la latitude qu'il donne pour le réglage des vitesses. Ce courant est amené aux plates-formes par neuf câbles et reçu sur un tableau de distribution qui permet d'obtenir la marche dans un sens ou dans l'autre, ou l'arrêt immédiat.

## Galerie

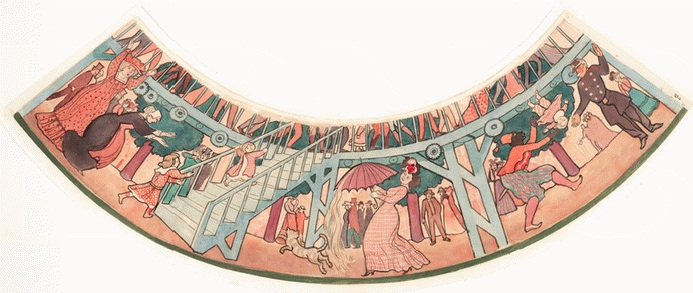
Aquarelle et/ou gouache par Maurice Denis.
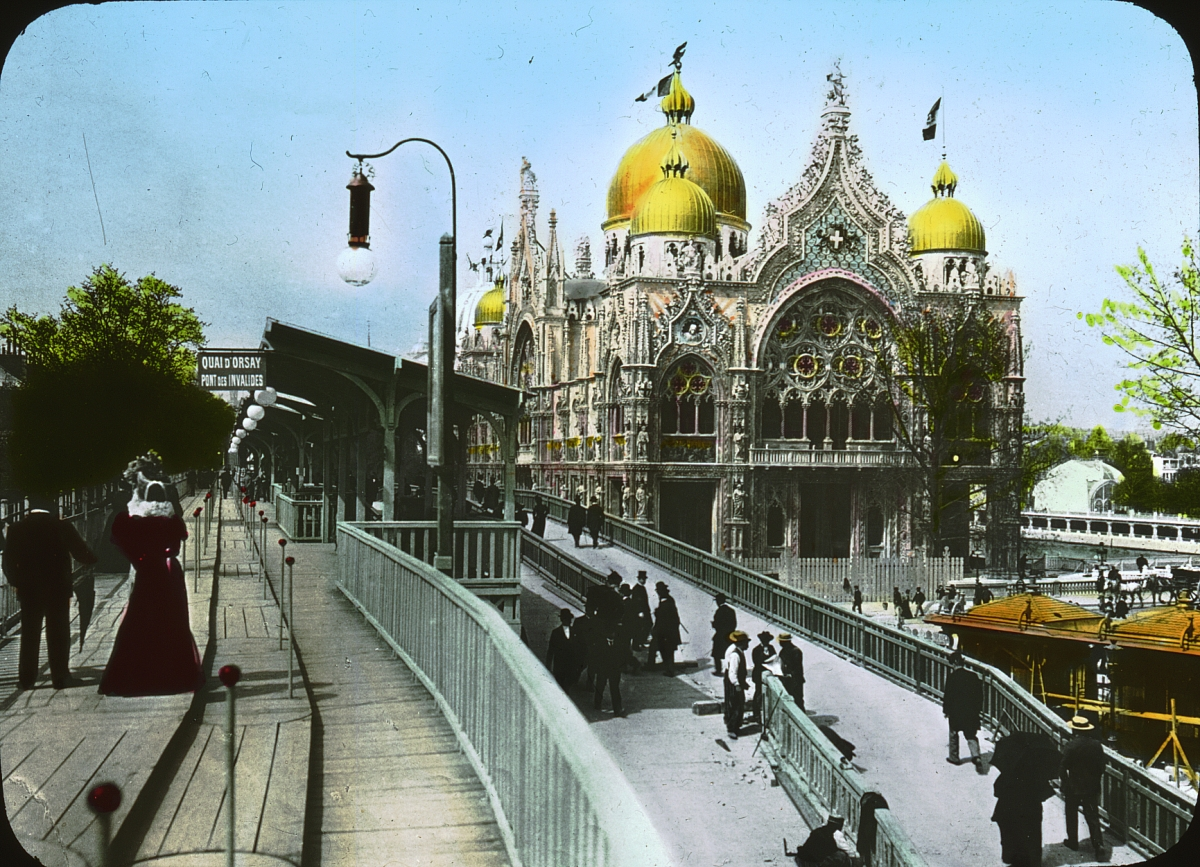
Trottoir roulant à la station Quai d'Orsay - Pont des Invalides, devant le pavillon de l'Italie.
Vue du chemin de fer à l'arrière du train par Eugène Trutat, avec en fond le pavillon de l'Italie et le pavillon des États-Unis.
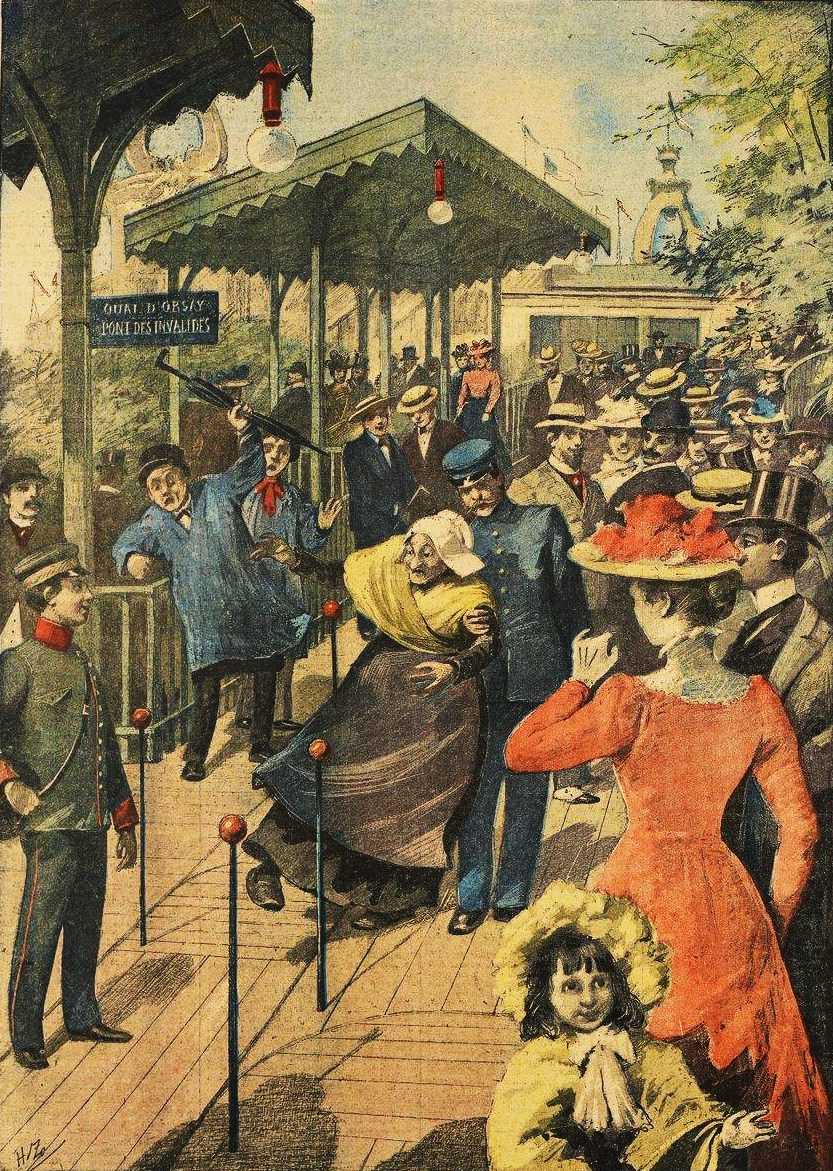
Illustration du supplément du Moniteur des Côtes-du-Nord.